# Station Lowestoft
Lowestoft is een spoorwegstation van National Rail in Lowestoft, Waveney in Engeland. Het station is eigendom van Network Rail en wordt beheerd door Greater Anglia. 